# Коломенское
Коломенское (на руски: Коло́менское) е бивш дворец (царска резиденция) и някогашно село в Русия, днес квартал в град Москва.
Намира се на десния бряг на река Москва, югоизточно от центъра на града, по пътя към град Коломна, откъдето идва и името му.
През 16-18 век там се намира една от основните резиденции на руските царе.

## Личности
Родени в Коломенское
- Елисавета (1709 – 1762), императрица
- Иван IV Грозни (1530 – 1584), цар